# Uszami Takasi
Uszami Takasi (宇佐美 貴史; Hepburn: Takashi Usami; Nagaokakyō, Kyoto, 1992. május 6. –) japán labdarúgó. Jelenleg a japán Gamba Osaka játékosa. De megfordult a német FC Bayern München és TSG 1899 Hoffenheim csapatában is.

## Külső hivatkozások
- Ismertetője a transfermarkt.de honlapján